# Olivia Inspi' Reira (Trapnest)
Olivia Inspi' Reira (Trapnest) è il terzo album della cantante giapponese OLIVIA, pubblicato il 28 febbraio 2007 e contenente le tracce che l'artista aveva precedentemente inciso per l'anime Nana dando la voce alle canzoni del personaggio di Reira. L'album include, inoltre, due canzoni live e il DVD delle canzoni cantate da OLIVIA nel "Nana Special Street Live" alla "Shinjuku Station Square" il 25 giugno 2006.

## Tracce[2]

### CD
1. A Little Pain
2. Wish
3. Starless Night
4. Shadow of Love
5. Tell Me
6. Rock You
7. Winter Sleep
8. Recorded Butterflies: Studio Live
9. Wish: Live
10. A Little Pain: Studio Live

### DVD
1. A Little Pain (live)
2. SpiderSpins (live)
3. A Little Pain: Trapnest (versione Studio Live TV size)